# Rossinyol ventreblanc
El rossinyol ventreblanc (Sholicola albiventris; syn: Myiomela albiventris) és una espècie d'ocell de la família dels muscicàpids (Muscicapidae). És endèmic de determinades zones forestals muntanyenques del sud de l'Índia per sobre dels 1200 m d'altitud i el seu estat de conservació es considera vulnerable.

## Taxonomia
Anteriorment es considerava que el rossinyol ventreblanc pertanyia al gènere Myiomela. Però el 2017 el Congrés Ornitològic Internacional, en la seva llista mundial d'ocells (versió 7.2, 2017), el transferí al gènere Sholicola. Segons el Handook of the Birds of the World i la quarta versió de la BirdLife International Checklist of the birds of the world (Desembre 2019), aquest tàxon també apareix classificat dins del gènere Sholicola.